# Lemuel Jeanpierre
Lemuel Jeanpierre (Marrero, 19 maggio 1987) è un ex giocatore di football americano e allenatore di football americano statunitense che svolge il ruolo di assistente allenatore della linea offensivo dei Miami Dolphins della National Football League ( NFL). In precedenza aveva militato nei ruoli di centro e guardia.

## Carriera da giocatore

### Kansas City Chiefs
Al college, Jeanpierre giocò all'Università della Carolina del Sud. Dopo non essere stato scelto nel Draft NFL 2010, firmò coi Kansas City Chiefs ma non scese mai in campo nella stagione regolare 2010.

### Seattle Seahawks
Dopo la fine del lockout NFL 2011, il giocatore si accordò coi Seattle Seahawks con cui disputò tutte le 16 gare della stagione 2011, 5 delle quali come titolare. Nella stagione successiva disputò 15 partite, nessuna delle quali come titolare. Nel 2013 disputò tutte le 16 partite della stagione regolare, di cui tre come titolare. Il 2 febbraio 2014 vinse il Super Bowl XLVIII quando i Seahawks batterono i Denver Broncos per 43-8. Il 7 marzo 2014 firmò un rinnovo contrattuale di un anno con la squadra.
Nelle settimane 13 e 14 della stagione 2014, gare entrambe vinte da Seattle, Jeanpierre partì come centro titolare al posto dell'infortunato Max Unger. Il 20 aprile 2015 firmò un ulteriore rinnovo contrattuale con la squadra.

## Palmarès

### Franchigia
- Super Bowl : 1

Seattle Seahawks: Super Bowl XLVIII
- National Football Conference Championship: 2

Seattle Seahawks: 2013, 2014